# Зафир Василков
Зафир Василков или Василкович или Василиевич е български зограф от Македония, представител на Дебърската художествена школа, активен в северна Македония и Вранско в седмото и осмото десетилетие на XIX век.

## Биография
Роден е в Дебърско, тогава в Османската империя. Става зограф.
В 1864 година Зафир Василков и Вено Костов пристигат във Враня, за да изпишат иконите за парапетната зона на иконостаса на вранската църква „Света Троица“. За същия храм двамата изписват и голям брой отделни икони. В 1868 година Зафир Зограф изписва частично храма „Успение Богородично“ във Враня – 10 единични сцени в рамка на северната стена и 12 на южната. Долу при изображението на пророк Даниил има надпис „Из руки Зафир Зограф Дебърлия на 1869 лето мая 26 ден“. Около южния вход има още 8 сцени.
В 1866 година Зафир Зограф изписва иконостаса на църквата в Долни Въртогош. На иконата на вратата на проскомидията има надпис с дата 1866 и името на зографа Зафир Василович. В 1871 – 1874 година изписва иконостасните икони за храма „Света Троица“ в Марганце. Автор е на иконостаса в „Свети Прокопий“ в Големо село и в „Свети Николай“ в Клиновац. Според други сведения автор на иконостаса в Клиновашката църква е зограф Неша. Двамата зографи работят заедно в „Рождество Богородично“ в Горни Въртогош, името на зограф Вено от Дебър е изписано на престолната икона на Христос Вседържител заедно с годината 1867, а на дарохранителницата е изписано името на зограф Зафир и годината 1868, в църквата „Света Петка“ между света Петка и Кленике (1868), и в „Свети Архангел Гавриил“ в Долно Требешине заедно с Благой Дамянов. В Долно Требешине престолната патронна икона е подписана зограф Блажо Дамянович от Дебър, подписал се на престолната икона на Богородица като Блажо Дебрели. Зограф Зафир се подписал на иконата на света Марина и свети Стефан, датирана 1868, на иконата на Преображение и на иконата на свети Димитър. На Рождество Христово и Обрезание се е подписал зограф Вено. По стил престолните икони са сходни с тази, подписана от Блажо Дамянович.
В 1869 година изрисува дарохранителницата на църквата „Свети Никола“ в Куманово. От трите страни на малката дървена дарохранителница (15 х 25 cm) е изрисуван Христос Емануил, а на вратичките има надпис: „Двери раиски 1869 месецъ мартъ дена 26 изъ руки Зафиръ Зографъ“.
В 1870 година заедно с Аврам Дичов, Спиро и Тодор, Зафир Зограф изписва храма „Успение Богородично“ в Долно Корминяне. В 1871 година изписва иконостаса с 39 икони и частично стенописи в църквата „Свети Йоан Богослов“ в Тесовище – на дървения таван е изписан Христос Вседържител, допоясна фигура, която благославя с дясната ръка, а в лявата държи отворен текст, обкръжена от четиримата евангелисти; на северната стена пред иконостаса са изписани прави фигури на свети Трифон и свети Симеон с подпис „В руки Зафир зограф на 1871“.
- Стенописи от „Свети Архангел Гавриил“ в Долно Требешине

В 1871 – 1872 година Вено и Зафир работят в църквата „Света Петка“ в Стража. На царските двери около образа на Богородица от Благовещение пише „1871 изъ руки Вено зѡ“. На дъното на северните иконостасни двери пише, че са дарени в 1872 година. В 1872 година двамата зографи завършват и живописта, за което свидетелства зографският надпис на северния олтарен зид.
След църквата в Стража Вено Зограф и Зафир Зограф изписват иконите „Св. св. Петър и Павел“ в Топлац, Вранско, където работят с Аврам Дичов. На престолната икона има подпис Зафир Дебрелия, на царските двери подписът е зографи Вено и Зафир 1872.
В 1873 година изписва иконите на Свети Георги, Богородица, Христос, Йоан Кръстител, Свети Димитър и 15-те апостолски икони в църквата „Свети Георги“ в Младо Нагоричане. На царските двери оставя надпис „Изъ руки Зафиръ Василковичъ на 1873“. Иконите се отличават с добър колорит като за лицата Зафир Зограф използва розов тон със сиви сенки.
В 1872 – 1874 година Вено и Зафир заедно с калугер Нешо изписват иконостаса на църквата „Рождество Богородично“ в Ратае. В 1874 година двамата изписват иконите в „Света Троица“ в Куново.
В 1875 година Зафир изписва иконостаса с 28 икони в храма „Света Марина“ в Смилевич. Подписът му и годината са на престолната икона на света Богородица с Христос.